# TEE Paris-Ruhr
Il treno TEE Paris-Ruhr fu istituito nel 1957 per collegare Parigi con Dortmund.
Nel 1971 fu limitato a Düsseldorf e nel 1973 assunse il nome di TEE Molière.

## Storia
Il TEE Paris-Ruhr ebbe origine da una relazione rapida messa in servizio il 23 maggio 1954 tra Parigi e Dortmund, principale centro industriale della Ruhr, che venne inserita nel raggruppamento Trans Europ Express il 6 giugno 1957 con l'attivazione dell'orario estivo.
La relazione fu assicurata con treni Diesel della DB o automotrici della SNCF fino al completamento dell'elettrificazione dell'intero percorso nel 1969, quindi fu affidata a treni di materiale ordinario composti da carrozze TEE SNCF.
La modesta frequentazione sul tratto appartenente alla regione della Ruhr determinò la limitazione del percorso a Dṻsseldorf a partire dal 29 settembre 1971, in occasione dell'attivazione dell'orario invernale, e il proseguimento per Dortmund venne assicurato dalla coincidenza con il treno InterCity Rheinblitz messo in servizio dalla DB nella stessa data.
Dato che con la limitazione a Düsseldorf non serviva più la regione della Ruhr, il treno fu rinominato TEE Molière su richiesta della DB a partire dal cambio di orario del 3 giugno 1973, rimanendo in circolazione con tale denominazione fino al 25 maggio 1979.

## Percorso e fermate
Il TEE Paris-Ruhr collegava Parigi a Dortmund attraverso le valli della Sambre e della Mosa e toccando la grande città industriale e commerciale di Colonia, coprendo una distanza di 609,5 km che scese a 532,2 km con la limitazione a Düsseldorf.
Il treno aveva origine dalla stazione di Parigi Nord e fermava nell'ordine a Maubeuge, Charleroi, Namur, Liegi, Verviers, Aquisgrana, Colonia, Düsseldorf, Duisburg, Essen, Bochum e Dortmund.
Il 31 maggio 1959 fu istituita una fermata aggiuntiva a Herbesthal, soppressa nell'estate 1966.
Il 1º giugno 1969 fu istituita una fermata aggiuntiva a San Quintino solo nel senso dispari Parigi-Dortmund e soppressa la fermata a Bochum.
La numerazione adottata fu:
- TEE 185-168 dal 2 giugno 1957;
- TEE 41-42 dal 28 maggio 1967;
- TEE 41-40 dal 23 maggio 1971.

## Materiale rotabile
Tutto il materiale rotabile TEE utilizzato sul Paris-Ruhr comprendeva una carrozza ristorante gestita dalla Deutsche Schlafwagen und Speisewagen Gesellschaft (DSG) sui treni della DB e dalla Compagnie Internationale des Wagons-Lits (CIWL) sui treni della SNCF.

### Esercizio con materiale automotore
A causa del ritardo di consegna del nuovo materiale automotore TEE della DB, il treno TEE Paris-Ruhr istituito il 2 giugno 1957 fu affidato al convoglio Diesel a quattro casse VT 08.5 che la DB aveva messo in servizio nel 1954 sul treno rapido che effettuava lo stesso percorso. L'unica composizione in servizio era formata da:
- 1 automotrice DB VT 08.5 tipo DR4üm;
- 2 rimorchiate DB VM 08.5 tipo A4üm;
- 1 rimorchiata pilota DB VS 08.5 tipo A4üm.

L'esercizio con il materiale provvisorio durò fino all'arrivo del treno TEE VT 11.5 della DB composto da due motrici Diesel inquadranti cinque carrozze, che venne messo in servizio il 23 dicembre dello stesso anno. L'unica composizione in servizio era formata da:
- 1 motrice DB VT 11.5 Pw4ü;
- 1 carrozza di 1ª classe DB VM A4ü;
- 1 carrozza ristorante DB VM WR4y;
- 1 carrozza di 1ª classe con bar DB VM AR4y;
- 1 carrozza di 1ª classe DB VM A4y;
- 1 carrozza di 1ª classe DB VM A4ü;
- 1 motrice DB VT 11.5 Pw4ü.

Per ottenere un impiego chilometrico più uniforme dei rotabili TEE delle amministrazioni ferroviarie tedesca e francese fu deciso di scambiare a partire dal 25 maggio 1960 il materiale assegnato ai treni TEE Parsifal e Paris-Ruhr, affidando quest'ultimo a un convoglio di automotrici RGP (Rame à Grand Parcours) TEE della SNCF. L'unica composizione in servizio era formata da:
- 1 automotrice di 1ª classe SNCF RGP TEE della serie X 2771-2781;
- 2 rimorchiate pilota di 1ª classe con cucina SNCF RGP TEE della serie XRS 7771-7779;
- 1 automotrice di 1ª classe SNCF RGP TEE della serie X 2771-2781.

Nel 1965 le automotrici francesi RGP furono definitivamente ritirate dal parco TEE e a partire dal 30 maggio 1965 il Paris-Ruhr ritornò a essere effettuato con i convogli TEE VT 11.5 della DB, in cui le due motrici Diesel inquadravano questa volta una carrozza in più. L'unica composizione in servizio era formata da:
- 1 motrice DB VT 11.5 Pw4ü;
- 2 carrozze di 1ª classe DB VM A4ü;
- 1 carrozza ristorante DB VM WR4y;
- 1 carrozza di 1ª classe con bar DB VM AR4y;
- 1 carrozza di 1ª classe DB VM A4y;
- 1 carrozza di 1ª classe DB VM A4ü;
- 1 motrice DB VT 11.5 Pw4ü.

### Esercizio con materiale ordinario
Il TEE Paris-Ruhr fu trasformato in treno a materiale ordinario con l'orario estivo del 1º giugno 1969 e affidato a una composizione di carrozze TEE SNCF tipo Mistral 69 di sola prima classe, comprendenti:
- 1 carrozza a corridoio centrale;
- 1 carrozza bar;
- 1 carrozza ristorante;
- 1 carrozza a corridoio centrale;
- 2 carrozze a corridoio laterale;
- 1 carrozza a corridoio centrale con bagagliaio e generatore elettrico per l'alimentazione dei servizi del treno.

A partire dall'orario invernale del 26 settembre 1971 la suddetta composizione fu privata di una delle due carrozze a corridoio laterale e rimase invariata anche in occasione del cambio di denominazione da TEE Paris-Ruhr a TEE Molière avvenuto il 3 giugno 1973.
A causa del ritardo dei lavori di elettrificazione della tratta SNCB Namur-Liegi la trazione del TEE Paris-Ruhr a materiale ordinario fu assegnata inizialmente sia a locomotive elettriche che Diesel, suddivise come seguea partire dall'orario estivo del 1º giugno 1969:
- tratta Parigi-Namur affidata alle locomotive elettriche tritensione BB 150 della SNCB[7];
- tratta Namur-Liegi affidata alle locomotive Diesel CC 202, CC 204 o CC 205 della SNCB[8];
- tratta Liegi-Aquisgrana affidata alle locomotive elettriche tritensione BB 150 della SNCB e quadritensione del gruppo 184 della DB[7];
- tratta Aquisgrana-Dortmund affidata alle locomotive elettriche monotensione del gruppo 110 della DB[9].

Terminata l'elettrificazione del tratto mancante Namur-Liegi, la trazione del TEE Paris-Ruhr fu affidata totalmente alle locomotive elettriche a partire dall'orario invernale del 27 settembre 1970 estendendo da Namur a Liegi la tratta affidata alle locomotive elettriche tritensione BB 150 e affiancando a esse le locomotive quadritensione BB 160 della SNCB.